# SSVgg Bunzlau
SSVgg Bunzlau was een Duitse voetbalclub uit Bunzlau, dat tegenwoordig de Poolse stad Bolesławiec is.

## Geschiedenis
De club ontstond door een fusie tussen VfB Bunzlau en SC 1920 Bunzlau. Beide clubs speelden in 1924/25 voor het eerst in de 1. Klasse (tweede divisie) van de Opper-Lausitzse competitie. In 1926 wist VfB te promoveren naar de hoogste divisie, terwijl rivaal SC 1920 degradeerde. De club werd in het eerste seizoen laatste en kon het behoud enkel verzekeren via de eindronde tegen tweedeklasser SC Halbau. Na een voorlaatste plaats in 1928 werd de club in 1929 opnieuw laatste. In de promotie/degradatie play-off verloor de club van SC Kunzendorf en degradeerde. 
SC 1920 was na één seizoen teruggekeerd en eindigde de volgende jaren in de middenmoot. In 1930 speelde VfB de eindronde om promotie, maar werd hierin slechts vierde. Na dit seizoen fuseerden beide clubs tot SpVgg Bunzlau dat meteen de titel won en promoveerde. Ook in de hoogste klasse gooide de club meteen hoge ogen en werd vicekampioen achter Gelb-Weiß Görlitz, waardoor ze zicht plaatsten voor de Zuidoost-Duitse eindronde. Ook hier werd de club tweede, nu achter VfB Liegnitz, zij het in de tweede zwakkere groep. In 1933 werd de club vijfde. 
In 1933 werd de competitie grondig geherstructureerd nadat de NSDAP aan de macht kwam. De Gauliga Schlesien werd ingevoerd als nieuwe hoogste klasse en verenigde de competities van de Zuidoost-Duitse bond. Uit Opper-Lausitz mocht slechts één club in de Gauliga aantreden, waardoor de club in de Bezirksliga Niederschlesien terecht kwam. In het eerste seizoen werd de club tweede in zijn groep achter TuSV Weißwasser. De volgende jaren eindigde de club in de middenmoot.
In 1936 fuseerde de club met Bunzlauer SV 1911 tot SSVgg Bunzlau en werd nu opnieuw vicekampioen. In 1938 werd de club groepswinnaar. Tegen TuSpo Liegnitz kon de club de titel behalen en nam zo deel aan de eindronde om naar de Gauliga te promoveren. De club eindigde samen met 1. FC Breslau op de tweede plaats, maar moest de promotie aan Breslau laten door een slechter doelsaldo. De volgende jaren eindigde de club opnieuw in de subtop. Na het seizoen 1941/42 trok de club zich terug uit de competitie.
Na het einde van de Tweede Wereldoorlog werd Bunzlau een Poolse stad en werd de voetbalclub opgeheven.